# Trifolium sebastiani
Trifolium sebastiani är en ärtväxtart som beskrevs av Gaetano Savi. Trifolium sebastiani ingår i släktet klövrar, och familjen ärtväxter. Inga underarter finns listade i Catalogue of Life.